# شهرستان مونتگومری (میزوری)
شهرستان مونتگومری، میزوری (به انگلیسی: Montgomery County, Missouri) یک شهرستان در ایالات متحده آمریکا است که در میزوری واقع شده‌است.